# Craig David
Craig Ashley David (Southampton, 5 maggio 1981) è un cantante britannico.
Musicista della scena R&B e garage britannica, a soli 18 anni è venuto alla ribalta cantando quello che in pochissimo tempo divenne l'inno dei club londinesi, ossia Re-Rewind (The Crowd Say Bo Selecta). Successivamente l'artista ha ottenuto altre hit di grandissimo successo come Fill Me In e 7 Days e venduto 7 milioni di copie con il suo primo album da solista Born To Do It. Dopo un calo di popolarità avvenuto in seguito alla pubblicazione del terzo album, Craig David è tornato alla ribalta come esponente della musica garage a partire dal 2015, pubblicando 2 album quasi completamente incentrati su questo genere e di discreto successo in patria.

## Biografia
Nato a Southampton il 5 maggio 1981, figlio di Tina (nata Loftus) e di George David, della Grenada, mentre sua madre è inglese; il nonno materno di Craig era un ebreo ortodosso e sua nonna materna si era convertita al giudaismo. I suoi genitori si sono separati quando aveva otto anni ed è stato educato da sua madre. Scopre già da piccolo d'avere un'indubbia predisposizione alla musica, tanto che trascorre le sue giornate a scarabocchiare testi e melodie su un taccuino e a guardare il padre bassista mentre prova con la sua band reggae.
Durante l'infanzia è vittima di bullismo da parte di alcuni compagni di classe per via del colore della sua pelle: un'esperienza che entrerà a far parte anche nella sua produzione musicale. A 13 anni riesce a convincere la madre, che avrebbe preferito vederlo studiare, a farsi comprare una consolle da dj e a 14 anni trova lavoro in una radio locale, la PCRS 106.5 FM.

## Carriera

### Born To Do IteSlicker Than Your Average(1997-2003)
Le sue prime esperienze musicali vere e proprie iniziano nel 1997, quando collabora con i gruppi garage Damage e Artful Dodgers, entrando poi a far parte di quest'ultimo in qualità di vocalist fisso. Successivamente l'artista entra in contatto con Colin Lester, proprietario della casa discografica Wildstar Records, che rimane molto colpito da alcune sue produzioni musicali e decide di metterlo sotto contratto. Nel 2000 Craig e gli Artful Lodgers pubblicano l'album garage It's All About The Straggiest ed uno dei singoli, la rivisitazione in chiave R&B del brano Rewind, ottiene un enorme successo internazionale, grazie al quale l'UK garage inizia a farsi conoscere nel mondo per la prima volta. In seguito a questo successo, Craig David pubblica il suo primo singolo da solista Fill Me In, che ottiene un notevole successo internazionale e raggiunge la numero 15 Billboard Hot 100 e la numero 1 in UK.

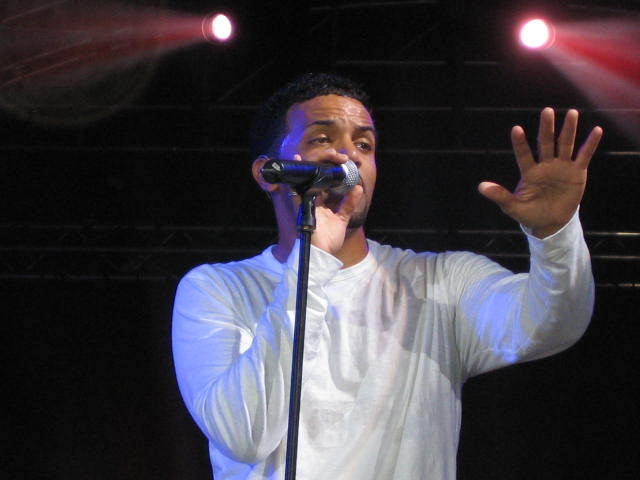
Craig David live al Somerset House di Londra nel 2005

Segue la pubblicazione del singolo 7 Days, altro grandissimo successo mondiale e numero 1 in UK, che anticipa l'uscita dell'album d'esordio, Born to Do It, pubblicato nel settembre 2000. Verso la fine del 2000 il giovane si aggiudica ben 6 nomination (un primato) ai MOBO Awards, i premi britannici per la musica black. Craig David riceve 6 candidature anche ai Brit Awards di quell'anno, diventando l'artista più nominato dell'edizione, ma non vince nemmeno un premio. Ciò non inficia il suo enorme successo di pubblico: il suo album di debutto Born to Do It vende 7 milioni di copie, diventa disco di platino e multi-platino in più di 20 paesi nel mondo e attira le lodi dei suoi colleghi tra i quali Elton John, Bono, Jennifer Lopez, Janet Jackson, Stevie Wonder, Usher, Missy Elliott e Beyoncé. Nel 2009, gli spettatori di MTV incoroneranno l'album come il secondo miglior lavoro musicale pubblicato dal 1981 in poi dopo Thriller di Michael Jackson.
Nell'ottobre 2002, Craig ritorna sulla scena con il singolo What's Your Flava?, brano che mescola p-funk e rap. Poco dopo, esce l'album Slicker Than Your Average, influenzato dal sound heavy bass dell'R&B e ancora più urban del precedente, con un ospite d'eccezione: Sting, che canta con lui Rise & fall, realizzata sul motivo di Shape of my heart dell'ex-Police. L'album ed i relativi singoli ottengono un grande successo in UK, tuttavia i numeri di Craig calano notevolmente in USA, tant'è che nessuno dei sei singoli estratti riesce ad entrare nella Billboard Hot 100. L'album viene comunque certificato oro in USA, oltre che 2 volte platino in UK.

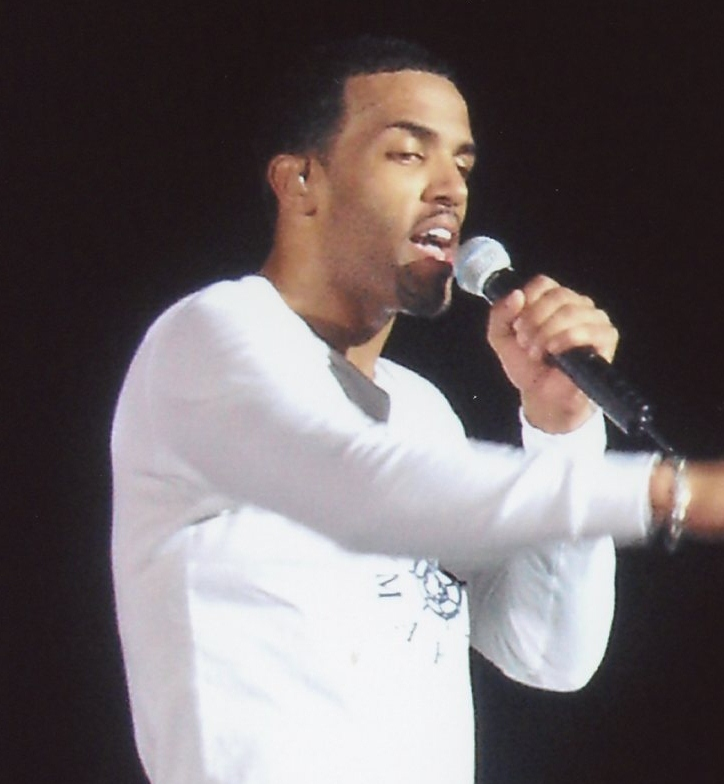
Craig David in concerto ad Hammersmith nel 2006

### The Story Goes,Trust Me, Greatest Hits (2005-2009)
In seguito al fallimento della Wildstar Records, Craig David firma un nuovo contratto discografico con la Warner Music. Nell'agosto del 2005 pubblica il suo terzo album The Story Goes... che include il successo estivo All the way ed i successivi singoli Don't love you no more (I'm sorry) e Unbelievable. Nonostante i buoni risultati ottenuti in Europa, l'album non viene pubblicato in USA.
Nel 2007 Craig David ritorna con il singolo This is the Girl, una collaborazione con il rapper inglese Kano che raggiunge il diciottesimo posto della classifica ed anticipa l'uscita del nuovo album Trust Me. Il secondo singolo estratto è Hot Stuff (Let's Dance) che contiene un sample del celeberrimo brano del 1983 di David Bowie Let's Dance cui seguono 6 of 1 Thing e Officially yours. Nei mesi successivi, l'artista viene insignito da vari premi: una laurea ad honorem in musica da parte della Southampton Solent University e viene nominato agli Urban Music Awards.
Il 31 ottobre 2001 vengono pubblicate delle nuove versioni di Walking away, ciascuna in duetto con un artista differente per mercati differenti: Nek per l'Italia, Monrose per la Germania, Lynnsha per la Francia e Alex Ubago per la Spagna. Nel mese successivo l'artista pubblica il suo primo Greatest Hits, lanciandolo in tutto il mondo il 24 novembre contenente i più grandi successi della carriera dell'artista inglese.
Il 17 novembre 2008 è pubblicato come secondo singolo l'inedito intitolato Insomnia, anch'esso contenuto nel Greatest Hits. Viene pubblicato un altro singolo intitolato Where Is Your Love, un ritorno alla musica garage interpretato in collaborazione con Tinchy Stryder e la futura superstar Rita Ora.

### Cambio etichetta,Signed Sealed Delivered(2009-2014)
Nell'ottobre 2009 Craig David rivela tramite Twitter di avere firmato un nuovo contratto discografico con la Motown, storica componente di Universal Music. Ciononostante, nel 2011 l'artista lascia la Universal senza aver nel frattempo pubblicato altra musica. Nei mesi successivi, l'artista partecipa a varie iniziative umanitarie e programmi televisivi, e desta particolarmente scalpore per via di una vera e propria trasformazione fisica conseguente ad un'intensa attività sportiva.
Il 29 marzo 2010 viene pubblicato il nuovo album, dal titolo Signed Sealed Delivered, composto principalmente da cover di grandi hits americane del passato. Primo singolo estratto è One More Lie (Standing in the Shadows) che contiene un sample di Standing in the Shadows of Love, grande hit del 1967 dei The Four Tops, mentre secondo ed ultimo singolo è All Alone Tonight (Stop, Look, Listen) che contiene un sample di Stop, Look, Listen (To Your Heart), brano inciso nel 1974 da Diana Ross e Marvin Gaye. Nel febbraio del 2011 David ha accettato di fare un trekking nel deserto per Comic Relief come parte del Red Nose Day 2011.
Sempre nel 2011 collabora con Erick Morillo nel brano Fly Away e si esibisce in un concerto in tributo a Michael Jackson, svoltosi a Cardiff al Millennium Stadium l'8 ottobre 2011. Nel 2012 collabora di nuovo con Morillo e incide altri brani in collaborazione con vari artisti, tra cui Backstreet Boys e Mohombi. Nel 2013 firma finalmente un nuovo contratto discografico, di nuovo con Universal Music Group. Successivamente l'artista riprende anche l'attività live. Nel 2014 pubblica i brani Cold e Seduction.

### Following My Intuition,The Time Is Now,22(2015-presente)
Nel 2015, alcune performance di Craig David iniziano a riportare in auge il suo nome: si tratta di un'edizione insieme a Sigala presso BBC Live Lounge, in cui interpreta cover di Black Magic delle Little Mix e See You Again di Wiz Khalifa e Charlie Puth, e la seconda presso BBC Radio 1 Xtra in cui esegue un medley fra la sua Fill Me In e Where Are U Now di Diplo, Skrillex e Justin Bieber. Quest'ultima performance in particolare diventa virale, e indirizza l'artista verso un ritorno alla musica garage.  Nei mesi successivi pubblica il singolo When The Bassline Drops, che lo riporta nella top 50 della classifica britannica, e firma un contratto discografico con la Insanity Records, componente di Sony Music.
L'artista si è poi impegnato in un tour in vari locali famosi d'Europa col suo Dj set, in Italia tappa a Milano Marittima il 21 luglio 
2012 ed a Bacoli il 28 giugno 2015. In seguito collabora con il noto DJ Hardwell nel singolo No Holding Back, e a marzo 2016 pubblica il singolo da solista Nothing Like This, che lo porta fino alla numero 15 della classifica britannica. Segue la pubblicazione dell'album Following My Intuition, da cui vengono estratti in tutto 5 singoli e che riporta l'artista alla vetta della classifica album britannica. Nel 2017 l'artista pubblica la sua pubblicazione della seconda raccolta dell'artista, Rewind - The Collection. Segue la pubblicazione del singolo inedito Headline, a cui fa seguito nel gennaio 2018 l'album The Time Is Now, che raggiunge la numero 2 nella classifica britannica. L'artista lancia la collaborazione con i Bastille I Know You come secondo singolo estratto dal disco.
Nel 2019 pubblica i singoli When You Know What Love Is e Do You Miss Me Much, per poi esibirsi al concerto di Capodanno della BBC. Il 23 ottobre 2020 collabora con Animal Farm e KSI nel singolo Really Love. Nel 2021 collabora con il cantante e produttore MNEK nel singolo Who You Are e annuncia la pubblicazione dell'album 22, in uscita il 13 maggio 2022.

## Vita privata
Craig David professa la religione ebraica.
Nel 2010, l'Organizzazione Mondiale della Sanità ha pubblicamente ringraziato l'artista per aver svolto l'attività di missionario in Sudafrica per la cura dei malati affetti da tubercolosi.

## Controversie
Negli anni 2000, Craig David era solito essere parodiato dal comico Leigh Francis nel suo programma televisivo Bo' Selecta; nel 2007, il cantante ha dichiarato pubblicamente di non aver gradito queste attenzioni e che anzi gli sketch di Francis lo avevano ferito profondamente ed avevano fatto sì che le persone non lo prendessero più sul serio. Intervistato da The Sunday Times, Craig David ha definito Leigh Francis un "idiota con un seguito enorme" e ha affermato che in alcuni momenti avrebbe desiderato addirittura "metterlo al tappeto". In realtà l'artista ha anche effettuato un cameo nello show, ma ha successivamente dichiarato di essersene pentito profondamente.
Ciononostante, nel 2015 Craig David ha ritrattato queste dichiarazioni affermando di non avere nulla contro Leigh Francis e che furono i suoi manager dell'epoca a suggerirgli di reagire duramente a tali caricature. Intervistato nel The Jonathan Ross Show, l'artista ha inoltre dichiarato di non sostenere la teoria secondo la quale il suo calo di popolarità in UK fosse dovuto alle parodie di Leigh Francis. Indipendentemente da ciò, nel 2020 il movimento Black Lives Matter ha comunque attaccato duramente Leigh Francis ed il suo show, accusandolo di aver messo in scena delle parodie contenenti blackface sia nei confronti di Craig David che di altre personalità di colore, tra cui il re del pop Michael Jackson: a questo punto l'attore ha chiesto per la prima volta scusa per il suo operato, e tutti i video relativi allo spettacolo sono stati rimossi dal servizio streaming All 4.

## Discografia

### Album in studio
- 2001 - Born to Do It
- 2002 - Slicker Than Your Average
- 2005 - The Story Goes...
- 2007 - Trust Me
- 2010 - Signed Sealed Delivered
- 2016 - Following My Intuition
- 2018 - The Time Is Now
- 2022 - 22
- 2025 - Commitment

### Raccolte
- 2008 - Greatest Hits
- 2017 - Rewind - The Collection

### Singoli
- 1999 - Re-Rewind (The Crowd Say Bo Selecta) (con Artful Dodger)
- 1999 - Woman Trouble (con Artful Dodger e Robbie Craig)
- 2000 - Fill Me In
- 2000 - 7 Days
- 2000 - Walking Away
- 2001 - Rendezvous
- 2002 - What's Your Flava?
- 2003 - Hidden Agenda
- 2003 - Rise & Fall (con Sting)
- 2003 - Spanish
- 2003 - World Filled With Love
- 2004 - You Don't Miss Your Water ('Til The Well Runs Dry)
- 2005 - All The Way
- 2005 - Don't Love You No More (I'm Sorry)
- 2006 - Unbelievable
- 2007 - This Is The Girl (con Kano)
- 2007 - Hot Stuff (Let's Dance)
- 2008 - 6 Of 1 Thing
- 2008 - Officially Yours
- 2008 - Where's Your Love (con Rita Ora e Tinchy Stryder)
- 2008 - Insomnia
- 2010 - Do It On My Own (con Remady)
- 2010 - One More Lie (Standing in the Shadows)
- 2010 - All Alone Tonight (Stop, Look, Listen)
- 2012 - Our Love (con Stereo Palma)
- 2012 - Sex In The Bathroom (con Timati)
- 2012 - Bits 'N Pieces (con Dim Chris e Rosette)
- 2012 - Addicted (con DJ Assad, Mohombi e Greg Parys)
- 2013 - Discoball (con Kaya)
- 2015 - When The Bassline Drops (con Big Narstie)
- 2016 - Who Am I (con Katy B e Major Lazer)
- 2016 - Nothing Like This (con Blonde)
- 2016 - One More Time
- 2016 - Ain't Giving Up (con Sigala)
- 2016 - No Holding Back (con Hardwell)
- 2016 - All We Needed
- 2016 - Bang Bang (con DJ Fresh, Diplo, R.City e Selah Sue)
- 2017 - Heartline (UK #24)
- 2017 - I Know You (con Bastille)
- 2019 - Do You Miss Me Much
- 2021 - Who You Are (feat. MNEK)